# Kapital (knjiga)
‎
Kapital (izvirno nemško: Das Kapital) je obsežna kritična analiza politične ekonomije, ki jo je leta 1867 napisal in izdal Karl Marx (prvi del), kot sourednik drugega in tretjega dela, izdanih po Marxovi smrti v letih 1885 in 1894, pa je sodeloval tudi Friedrich Engels.
V delu si Marx prizadeva obrazložiti temeljne mehanizme kapitalistične ekonomije. Sem spadajo tako značilnosti blagovne menjave, mezdnega dela in s tem produkcije presežne vrednosti, pa tudi funkcioniranje kapitala kot takega. Primer slednjega sta drugi zvezek Kapitala, ki je posvečen podrobnejšemu opisu cirkulacije kapitala, ter tretji zvezek, ki se posveča odnosom znotraj same buržoazije (npr. odnosu med industrijskim, trgovskim in bančnim kapitalom), obravnava pa tudi vprašanje zemljiške rente. V prvem zvezku Kapitala Marx naslavlja tudi vprašanje nastanka kapitalizma z njegovo prvotno akumulacijo; pri tem izpostavlja nasilnost procesa nasproti idiličnim predstavam klasičnih ekonomistov.

## Struktura Kapitala
Delo je razdeljeno na tri zvezke. Prvi zvezek opisuje temeljne lastnosti kapitalističnega načina produkcije, opiše pa tudi zgodovinski nastanek kapitalizma. Drugi zvezek se poglobi v cirkulacijo kapitala. Tretji zvezek Kapitala obravnava kapitalistično ekonomijo kot celoto: iz tega razloga tudi uvaja koncepte, kot na primer profitno mero (in njeno tendenčno padanje), saj ta služi kot osnova za obrazložitev delovanja trgovskega in bančnega (v Kapitalu »obrestonosnega kapitala«). Tukaj tudi obravnava vlogo zemljiške rente  v kapitalizmu in njen zgodovinski izvor. Četrti zvezek je kritika njegovih ekonomskih predhodnikov (npr. fiziokratov in Adama Smitha); ta del je ostal na nivoju osnutkov, ki jih je prvi izdal Karl Kautsky med letoma 1905 in 1910.
Kapital kot temeljno delo Marxove analize in kritike kapitalizma je zaradi njegove smrti nedokončano delo. Četrti zvezek je ostal na nivoju osnutkov, nedokončan pa je tudi tretji zvezek Kapitala; zadnje poglavje, ki govori o razredih, sestoji iz nekaj odstavkov, čemur sledi Engelsova uredniška opomba, da se rokopis na danem mestu prekine. Marx je osebno izdal le prvi zvezek Kapitala; drugi in tretji zvezek je izdal Friedrich Engels, četrti zvezek pa, kot že omenjeno, Karl Kautsky.
V Kapitalu Marx predstavlja lastno teoretsko analizo kapitalizma, istočasno pa kritizira njegove predhodnike. Pogosta obtožba je nezmožnost razlikovanja med delom in delovno silo, kar po Marxovih besedah v klasični ekonomiji vodi do zmede o izvoru profita. Ena izmed kritik je tudi buržoazno pojmovanje nastanka kapitalizma, ki je tudi poznan kot prvotna akumulacija kapitala. Dodatna kritika v tretjem zvezku Kapitala je nezmožnost razlikovanja med denarjem kot plačilnim sredstvom in kapitalom v denarni obliki.

## Koncepti v Kapitalu

### Blagovna menjava
Marx analizo kapitalizma pričenja z analizo blagovne menjave. Pri tej izpostavi, da vsak izdelek ni nujno blago, ampak to postane šele, ko se prodaja na trgu. Pri samem blagu izpostavi, da ima ta dve vrednosti. Prva vrednost je uporabna vrednost, ki je uporabna lastnost samega blaga, ki torej izpolnjuje neko človeško potrebo; pri tem ni pomembno, ali je ta potreba nujna za preživetje ali samo želja potrošnika. Druga vrednost blaga je menjalna vrednost; to je razmerje, v katerem se blago zamenjuje za neko drugo blago. To razmerje oziroma menjalna vrednost je lahko izražena bodisi neposredno v drugem (iskanem) blagu ali pa je nasprotno izražena v denarni obliki; denar igra pri tem vlogo posrednika, v katerem vsa blaga izražajo svojo vrednost.
Pri izvoru menjalne vrednosti Marx najprej izpostavi, da ta ne more izhajati iz uporabne vrednosti, saj je ravno različnost obeh vrednosti, da menjava sploh poteče (in je smiselna). Menjalna vrednost tako izhaja iz druge skupne značilnosti obeh blag, da sta oba rezultat človeškega dela. Menjalna vrednost tako izrazi razmerje, koliko človeškega dela je potrebnega za proizvodnjo danega obsega blaga; če se menjalno vrednost zapiše kot xA=yB, to pomeni, da je za x enot blaga A potrebna enaka količina človeškega dela kot y enot blaga B. Pri tem je treba upoštevati še koncept multipliciranega dela; ena enota (npr. ena ura) tega dela ustvari več vrednosti kot ista enota enostavnega dela, kljub temu pa se da multiplicirano delo izraziti z enostavnim delom.
Blagovna menjava v njegovi najbolj razviti obliki tako sestoji iz cirkulacije blago-denar-blago oziroma B-D-B. Ta sestoji iz dveh faz: prodaje oziroma B-D in nakupa oziroma D-B; pri tem je ključno, da vseskozi poteka menjava ekvivalentov, da se torej menjalna vrednost z uvedbo denarja ne spremeni.

### Presežna vrednost
Marx predpostavlja menjavo ekvivalentov, ker menjava ne-ekvivalentov, kot na primer goljufanje ali monopoli, sicer pojasni izvor profita za posamezni kapital, ne pa za kapital na nivoju celotne družbe. Če je vir profita kapitala, da na primer prodaja nad vrednostjo, je takšna pridobitev le začasna; vsak kapitalist je namreč tako prodajalec kot kupec, kar tudi pomeni, da bo izgubil kot kupec, kar je pridobil kot prodajalec (in obratno ob kupovanju pod vrednostjo). Če govorimo o priložnostnem tržnem položaju, kot na primer goljufiji, to pojasni profit enega kapitalista; ne pojasni pa, kako obstaja profit za ostale kapitaliste.
Ta profit, ki ga Marx sprva imenuje presežna vrednost, pojasni z mezdnim delom. Zanj je ključna razlika med vrednostjo delovne sile in vrednostjo, ki jo ta delovna sila ustvari. Mezda je določena z vrednostjo delovne sile, ta pa je definirana kot vsota vrednosti, ki jo delavec potrebuje, da ostane živ in delovno sposoben (ter vzdržuje svojo potomstvo). Mezda torej ni določena z vrednostjo, ki jo delavec dejansko ustvari; razliko med obema si kapitalist kot lastnik produkcijskih sredstev prisvoji kot profit oziroma presežno vrednost. Na takšen način obstaja profit in kapital nasploh, ne da bi se kršili zakoni blagovne menjave.
S tem se tako producirana vrednost, delovni dan ter samo delo delita na dva dela. Prvi del je potrebno, drugi pa presežno delo. Za potrebno delo dobi delavec plačilo v obliki mezde (variabilnega kapitala), drugi del pa je presežno delo, ki si ga kapitalist prisvoji, ne da bi dal karkoli v zameno; iz tega dela tudi izhaja profit oziroma presežna vrednost. 
Produkcijo presežne vrednosti Marx nadalje razdeli na dve kategoriji: prva je produkcija absolutne, druga pa produkcija relativne presežne vrednosti. V prvem primeru se presežna vrednost poveča, ker se poveča obseg presežnega dela; primer je podaljševanje delovnega dneva. V drugem primeru se presežna vrednost poveča, ker se zmanjša obseg potrebnega dela; poleg zmanjševanja mezd je primer takšne prakse povečanje intenzivnosti dela.
Presežna vrednost je eden izmed pomembnejših konceptov Marxovega pojmovanja kapitalizma, saj s tem pojasnjuje, da je izkoriščanje delovne sile osrednji element kapitalizma tudi v njegovem idealnem stanju, da torej obstaja tudi ob popolni konkurenci in upoštevanju vseh zakonov blagovne menjave (tj. obstaja tudi brez goljufij).

#### Konstantni kapital, variabilni kapital in presežna vrednost
Marx kapital razstavi na tri večje komponente. Prvi del je konstantni kapital, ki svojo vrednost na končni produkt le prenese; primer tega so surovine in stroji. Drugi del je variabilni kapital, ki predstavlja izdatke, namenjene delovni sili; najbolj očiten in prevladujoč del so mezde. Tretji del je presežna vrednost; to je del proizvedene vrednosti, ki si jo kapitalist kot lastnik produkcijskih sredstev (in s tem tudi lastnik končnega produkta) prisvoji, ne da bi moral dati karkoli v zameno. Konstantni kapital predstavlja vrednost, ki se le reproducira oziroma »mrtvo delo«, variabilni kapital in presežna vrednost pa vrednost, ki se v procesu na novo ustvari oziroma »živo delo«; razmerje med mrtvim in živim delom (ali le med konstantnim in variabilnim kapitalom) se imenuje organska sestava kapitala.
Konstantni kapital se nadalje deli na fiksni in cirkulirajoči konstantni kapital; odločujoče vprašanje je, ali se ta del kapitala reproducira v enem ali več ciklih. V prvem primeru govorimo o cirkulirajočem kapitalu (kot npr. surovinah), v drugem primeru pa o fiksnem kapitalu (npr. strojih), ki svojo vrednost le delno prenesejo na končni produkt v obliki obrabe oz. amortizacije.

#### Mera presežne vrednosti in profitna mera
Mere presežne vrednosti ni sopomenka profitni meri. Mera presežne vrednosti pove, kolikšen delež proizvedene vrednosti ostane delavcu, kolikšen pa kapitalistu; Marx mero presežne vrednosti definira kot razmerje med presežno vrednostjo in variabilnim kapitalom v tem vrstnem redu. Profitna mera oziroma stopnja donosa kapitala je nasprotno definirana kot razmerje med presežno vrednostjo in celotnim založenim kapitalom, torej tako variabilnim kot konstantnim kapitalom. Iz tega razloga je profitna mera vedno nižja kot mera presežne vrednosti.
Profitna mera po eni strani zamegli vir samega profita; ustvarja vtis, da vsi deli kapitala v enaki meri ustvarjajo profit. To je tudi perspektiva kapitalista, ki ga bolj kot mera presežne vrednosti zanima profitna mera. To je tudi razlog, da Marx uvede in uporablja koncept profitne mere; ker s tem pojasni odnos znotraj same buržoazije ter buržoazije do zemljiških posestnikov.
Velikosti profitne mere ne določa le živo delo (variabilni kapital in presežna vrednost), ampak tudi obseg »mrtvega dela« oziroma konstantnega kapitala. Profitna mera je torej odvisna tudi od organske sestave kapitala in je s slednjo obratno sorazmerna. Ker se ta zaradi povečevanja produktivnosti dela povečuje (ker se zmanjšuje količina živega dela v vsakem izdelku), to vodi v padanje profitne mere, četudi absolutna količina profita (presežne vrednosti) narašča. To padanje pa je tendenčno, ker se kapitalist odzove z ukrepi z nasprotnim učinkom. Med te ukrepe spadajo povečano izkoriščanje delovne sile (tako z intenzivnejšim delom kot nižanjem mezd), širitev na nove trge in produkcijske panoge (s podpovprečno organsko sestavo kapitala in nadpovprečnim profitom); tak primer je luksuzna potrošnja; med faktorje, ki povečujejo profitno mero, spadata tudi pocenitev surovin ter devalvacija strojev (zaradi njihove zastarelosti).

### Prvotna akumulacija kapitala
Prvotna akumulacija kapitala ni izraz, ki ga je skoval Marx, ampak ga prevzame od klasičnih ekonomistov (npr. Smitha). Slednje kritizira, da prvotno akumulacijo prikazujejo kot dokaj idiličen proces peščice varčnih in marljivih posameznikov, ki so z lastnim delom nakopičili obilico premoženja in sedaj živijo od sadov preteklega truda; ostali niso bili tako zgledni in so posledično zapadli v revščino. Tako je na eni strani nastal razred današnje buržoazije, na drugi strani pa razred mezdnih delavcev oziroma proletariata.
Marx takšnemu opisu nastanka kapitalizma očita popolno ahistoričnost; dejanski nastanek kapitalizma opisuje kot precej bolj nasilen. Na eni strani izpostavi, da so vojne bile pomemben vir prvotne akumulacije oziroma kopičenja bogastva; kot takšen primer navaja kolonizacijo. Na drugi strani pa je sama ločitev producenta (kmeta) od njegovih produkcijskih bila vse prej kot mirna in prostovoljna; poleg tega, da je takšna ločitev bila neredko nasilna (tj. pregon kmetov z njihove zemlje), so bile prisotne tudi druge metode pritiska, kot na primer pretvorba dajatev iz naturalne v denarno obliko. Nadalje je bil novonastali proletariat podvržen ne samo kapitalistični, ampak tudi državni represiji; dva takšna primera sta postavitev maksimalne mezde in razni zakoni proti klatežem.

### Akumulacija, koncentracija kapitala in brezposelnost
Akumulacija kapitala pomeni priključitev presežne vrednosti kapitalu, ki je že v cirkulaciji; po tem se akumulacija kapitala razlikuje od njegove enostavne reprodukcije, kjer vso presežno vrednost porabi kapitalist kot osebni dohodek in je ne investira naprej. Presežna vrednost pa se ne more kapitalu priključiti v poljubnem obsegu, ampak mora preseči nek minimum; primer je znesek, potreben za nakup novega stroja in zaposlitev dodatne delovne sile. Če ta pogoj ni izpolnjen, se ustanovi rezervni denarni sklad, dokler ta ni dovolj velik, da se lahko priključi že obstoječemu kapitalu.
Takšno povečevanje kapitala ima dve posledici. Prva posledica je koncentracija kapitala, kjer pridejo do izraza tudi posledice konkurence med kapitalisti. Na eni strani to pomeni povečevanje obsega (in tržnega deleža) zmagovitih kapitalistov, na drugi strani pa propad in razlastitev kapitalistov, ki iz konkurence odidejo kot poraženci; to ima za posledico oženje obsega kapitalističnega razreda ter vzpostavitev kapitalističnih monopolov. Druga posledica je večji pomen strojev, kar zmanjšuje potrebe po delovni sili; to ima za posledico, da brezposelnost oziroma industrijska rezervna armada v kapitalizmu ni le mogoča, ampak zagotovljena.

### Kapitalistične krize
Kapitalistične krize po eni strani izhajajo iz ločitve produkcije od konsumpcije, po drugi strani pa zaradi težnje kapitala po čimvečji akumulaciji in s tem povečevanju produkcije. Posledica tega je, da ni produkcija tista, ki se ravna glede na družbene (ali tržne) potrebe, ampak je produkcija tista, ki pritiska na trg, da se ta prilagaja njenemu obsegu. Ker so trgi omejeni, produkcija pa tudi zaradi tehnološkega razvoja raste hitreje kot kapacitete trgov, pride slejkoprej do zastoja pri blagovni menjavi; natančneje, pri prodaji blaga. Ta zastoj se razširi na vse poslovne partnerje, kar vodi do vsesplošne krize. Marx je takšne krize označil za enega izmed najbolj nasilnih začasnih razrešitev kapitalističnih protislovij, ki pa vodi v velik obseg materialnega uničenja; poda še komentar, da te krize ne povzroča pomanjkanje, ampak preobilje blaga (vsaj glede na tržne potrebe).

### Cirkulacija kapitala
Marx razdeli cirkulacijo kapitala na dve fazi: cirkulacijski in produktivni kapital. Cirkulacijski kapital nadalje sestoji iz denarne in blagovne oblike; ko je kapital v produktivni fazi, se začasno umakne iz cirkulacije, v tem času pa se tudi ustvari nova vrednost (in s tem tudi presežna vrednost). Shema cirkulacije kapitala je tako D-B-P-B'-D'. V tej shemi B predstavlja nakup delovne sile in produkcijskih sredstev ter njihovo pretvorbo v produktivni kapital P. B' predstavlja končni izdelek, D pa denarno obliko kapitala; pri tem velja še D'>D, da se je torej vrednost kapitala tekom cirkulacije zaradi presežne vrednosti povečala.
To je osnovna shema cirkulacije kapitala, ki mora poteči ne glede na vrsto kapitala in število posrednikov. Takšen primer je bančni oziroma obrestonosni kapital; za bankirja je namreč značilno, da ne nadzoruje cirkulacije lastnega kapitala, ampak to nalogo prepusti dolžniku. Temu svoj kapital posodi, mu ga začasno poda v upravljanje, v zameno pa zahteva del presežne vrednosti kot obresti. Te obresti so znane kot tako imenovana »cena kapitala«, njihova višina pa niha v skladu s ponudbo in povpraševanjem; splošne smernice so, da obrestna mera v času gospodarske prosperitete pada, v času krize pa naraste. Dodatna zgornja meja obresti je profitna mera kapitala; že če se obresti približujejo tej meji, močno zavirajo akumulacijo kapitala, od katere so navsezadnje obresti kot provizija presežne vrednosti (oz. cene kapitala), s tem pa tudi obrestonosni kapital kot tak, odvisne.

### Zemljiška renta
Marx je pri vprašanju zemljiške rente obravnaval tri vidike; diferencialno rento (in iz tega izpeljano absolutno zemljiško rento), zgodovinski nastanek zemljiške rente in kritiko tako imenovane trinitarne formule.
V Marxovem Kapitalu je diferencialna renta definirana kot renta, ki izhaja iz posebnih kvalitet zemljišča; dva takšna primera sta nadpovprečna rodovitnost zemlje ter nahajališče naravnih bogastev (npr. rudnin). Ugodni naravni pogoji kapitalistu, ki jih izkoristi, prinaša nadpovprečen (poseben) profit; v primeru rodovitne zemlje ima za isto dela večji pridelek, v primeru čiste rude ima večji donos. Če zemljišče ni v lasti kapitalista, ampak zemljiškega lastnika, pa ta posebni profit ne gre kapitalistu, temveč ga pobere zemljiški lastnik kot rento. Ta renta mu pripada izključno zaradi lastniškega naslova nad zemljiščem. Če ta zemljiški lastnik proda svoje zemljišče, to pomeni le, da s tem prenese lastninski naslov do dohodka nekomu drugemu; cena takšnega naslova je odvisna od višine dohodka in stopnje donosa, takšna pretvorba rente v ceno zemljišča pa se imenuje kapitalizacija rente. 
Zemljiški lastnik uživa dodatno ugodnost, da obdrži vsakršne izboljšave, ki jih je podnajemnik storil na njegovem zemljišču. Takšna primera sta izgradnja rudniških jaškov ali stanovanjskih objektov. Oboje je vezano na zemljo, oboje izboljšuje njeno uporabnost; to deluje v prid zemljiškemu lastniku, saj to pomeni dvig zemljiške rente (s tem pa tudi cene zemljišča).
Zemljiška renta ni nastala s kapitalizmom, ampak je ostanek in prilagoditev plemstva na nov družbeni red. Razlika med obema razredoma je v tem, da je za kapitalističnega veleposestnika zemlja zanimiva edinole kot vir denarnega dohodka, pa naj govorimo o rednem dohodku oziroma renti ali špekulaciji, ki zadeva ceno zemljišča; za fevdalca je nasprotno zemlja bila pomembna, ker je z njenim lastništvom izkoriščal odvisne kmete. Temu primerno razvoj (geneza) kapitalistične zemljiške rente sestoji iz treh faz. Prva faza je tlaka; kmetova dajatev zemljiškemu lastniku sestoji iz dela na osebni posesti zemljiškega lastnika. Druga faza je renta v naturalni obliki, pri čemer zemljiški posestnik pobere del kmetovega pridelka v obliki raznih dajatev. Tretja oblika zemljiške rente je denarna renta, kjer se zemljiški posestnik ne zadovolji več z materialnimi dajatvami, ampak nasprotno zahteva denar. To na eni strani prisili kmeta v blagovno menjavo (in najem oderuških kreditov, če ne zmore pokriti dajatev), na drugi strani pa je to zadnji korak pretvorbe iz fevdalnega v kapitalističnega zemljiškega veleposestnika.
Marx iz tega vidika tudi kritizira koncept trinitarne formule, ki družbeni dohodek deli na tri neodvisne kategorije: mezdo, dohodek iz kapitala (profit) in zemljiško rento. Marx v Kapitalu nasprotno postavi delitev družbenega produkta na potrebni in presežni podukt: potrebni produkt ostane producentom, presežni produkt pa si prilasti vladajoči razred. Posledično je konflikt med rento in profitom (pa tudi osebnim dohodkom kapitalista) vprašanje porazdelitve presežne vrednosti znotraj vladajočega razreda.